# جمیلا ابوبکر صدیق ملافا
جمیلا ابوبکر صدیق ملافا (زادهٔ ۱۹۶۵) یک وکیل بین‌المللی دریانوردی و نخستین زن نیجریه‌ای است که در تاریخ نیروی دریایی نیجریه به درجهٔ کوماندو دست یافته است. او در سال ۱۹۸۸ به نیروی دریایی نیجریه پیوست و در ۱۹۹۰ به عنوان افسر کارآموز منصوب شد. در دسامبر ۲۰۱۷، او به عنوان نخستین زن شمال نیجریه که به این رتبه دست یافته، شناخته شد.

## اوایل زندگی و تحصیلات
ملافا در روستای وونا، واقع در منطقهٔ دولت محلی گومبی، ایالت آداماوا در شمال شرق نیجریه به دنیا آمد. او تحصیلات ابتدایی خود را در مدرسه سنت ترزا در آداماوا گذراند و سپس به دبیرستان دولتی هانگ رفت. پس از آن، به مدرسه پرستاری یولا پیوست و مدرک ملی پرستاری و مامایی خود را دریافت کرد. او برای ادامه تحصیل در دانشگاه مایدوگوری درخواست پذیرش داد، اما در این میان یکی از دوستانش او را از آزمون استخدامی نیروی دریایی نیجریه آگاه کرد. او برای این آزمون ثبت‌نام کرد و پذیرفته شد، و در آن زمان تنها زن استخدام‌شده از شمال نیجریه بود.
پس از پیوستن به نیروی دریایی، او در مدرسه پرستاری به تحصیل پرداخت و مدرک مامایی خود را دریافت کرد. در سال ۱۹۹۵، برای دریافت مدرک حقوق در دانشگاه لاگوس درخواست داد، اما به دلیل نداشتن مدرک آزمون هیئت پذیرش و ثبت‌نام مشترک (JAMB) پذیرفته نشد؛ بنابراین، در یک مدرسه ثبت‌نام کرد، در آزمون JAMB شرکت کرد و نمرهٔ لازم را کسب کرد، سپس موفق شد در رشتهٔ حقوق پذیرفته شود. او مدرک کارشناسی ارشد خود را در زمینهٔ قانون اساسی و حقوق کیفری در سال ۲۰۰۴ از همان دانشگاه دریافت کرد. در سال ۲۰۰۹، دومین مدرک کارشناسی ارشد خود را در رشتهٔ حقوق بین‌الملل دریانوردی از دانشگاه مؤسسه دریایی در مالت دریافت کرد. تا سال ۲۰۱۷، او در حال کار بر روی مدرک دکتری خود بود.

## حرفه
ملافا در حالی که منتظر پذیرش در رشتهٔ پرستاری بود، وارد نیروی دریایی شد و با دستاوردهای آموزشی خود، نخستین وکیل از هر جنسیتی در روستای خود شد. او دو مدرک کارشناسی ارشد در رشته‌های قانون اساسی و حقوق کیفری و همچنین حقوق بین‌الملل دریانوردی دریافت کرد که به ترتیب در سال ۲۰۰۴ از دانشگاه لاگوس و در سال ۲۰۰۹ از دانشگاه مؤسسه دریایی در مالت اخذ کرد.
پس از بازگشت از مالت به نیجریه، او در میان افرادی بود که برای سفر به برخی از ایالت‌های شمالی کشور، از جمله سوکوتو، کبی، کاتسینا، زامفارا و دیگر مناطق شمالی انتخاب شدند تا زنان جوان را به پیوستن به این حرفه تشویق کنند. او همچنین از سلطان و دفتر کمیسر اطلاعات ایالت درخواست حمایت کرد، اما این ابتکار نتیجه‌ای نداشت.
به عنوان مدیر حقوقی نیروی دریایی نیجریه، ملافا سمت معاون مدیر روابط مدنی-نظامی (حمایت حقوقی) را بر عهده دارد و مسئولیت بخش حقوقی نیروی دریایی نیجریه را در ستاد فرماندهی بر عهده دارد.
ملافا در دسامبر ۲۰۱۷ با درجهٔ کوماندو، که معادل درجهٔ سرتیپ در نیروی زمینی است، مفتخر شد. در مراسم اعطای درجه، یِمی اوسینباجو، معاون رئیس‌جمهور نیجریه، و دریاسالار هنری بابالولا، رئیس سیاست‌گذاری و برنامه‌ها که نمایندهٔ رئیس ستاد نیروی دریایی، دریاسالار ایبوک‌ایته ایباس بود، حضور داشتند.
در سال ۲۰۱۸، به مناسبت روز جهانی زنان، نیروی دریایی نیجریه با همکاری نیروی دریایی سلطنتی کانادا در حوضچهٔ کشتی‌سازی نیروی دریایی نیجریه در ویکتوریا آیلند، برنامه‌ای را برای زنان جوان تحت پوشش سازمان اکشن هلث اینکورپوریتد با عنوان «ابتکار دختران به حاشیه‌رانده‌شده» برگزار کرد. این دختران فرصتی یافتند تا با زنان کانادایی و نیجریه‌ای در لباس نظامی ملاقات کنند، با هدف الهام‌بخشی به آن‌ها برای در نظر گرفتن فرصت‌های شغلی در حوزه‌هایی که عمدتاً مردانه تلقی می‌شوند. این رویداد مطابق با سیاست فمینیستی کانادا بود که به دنبال ارتقای برابری جنسیتی و توانمندسازی زنان و دختران است. ملافا از جمله کسانی بود که داستان‌های شخصی و چالش‌های خود را در مورد پیوستن به نیروی دریایی نیجریه و نحوهٔ رسیدن به موفقیت علی‌رغم موانع موجود به اشتراک گذاشت.